# Haut-Komo
Haut-Komo ist ein Departement in der Provinz Woleu-Ntem in Gabun und liegt im Norden an der Grenze zu Äquatorialguinea. Das Departement hatte 2013 etwa 3400 Einwohner.

## Gliederung
- Médouneu